# 동기화

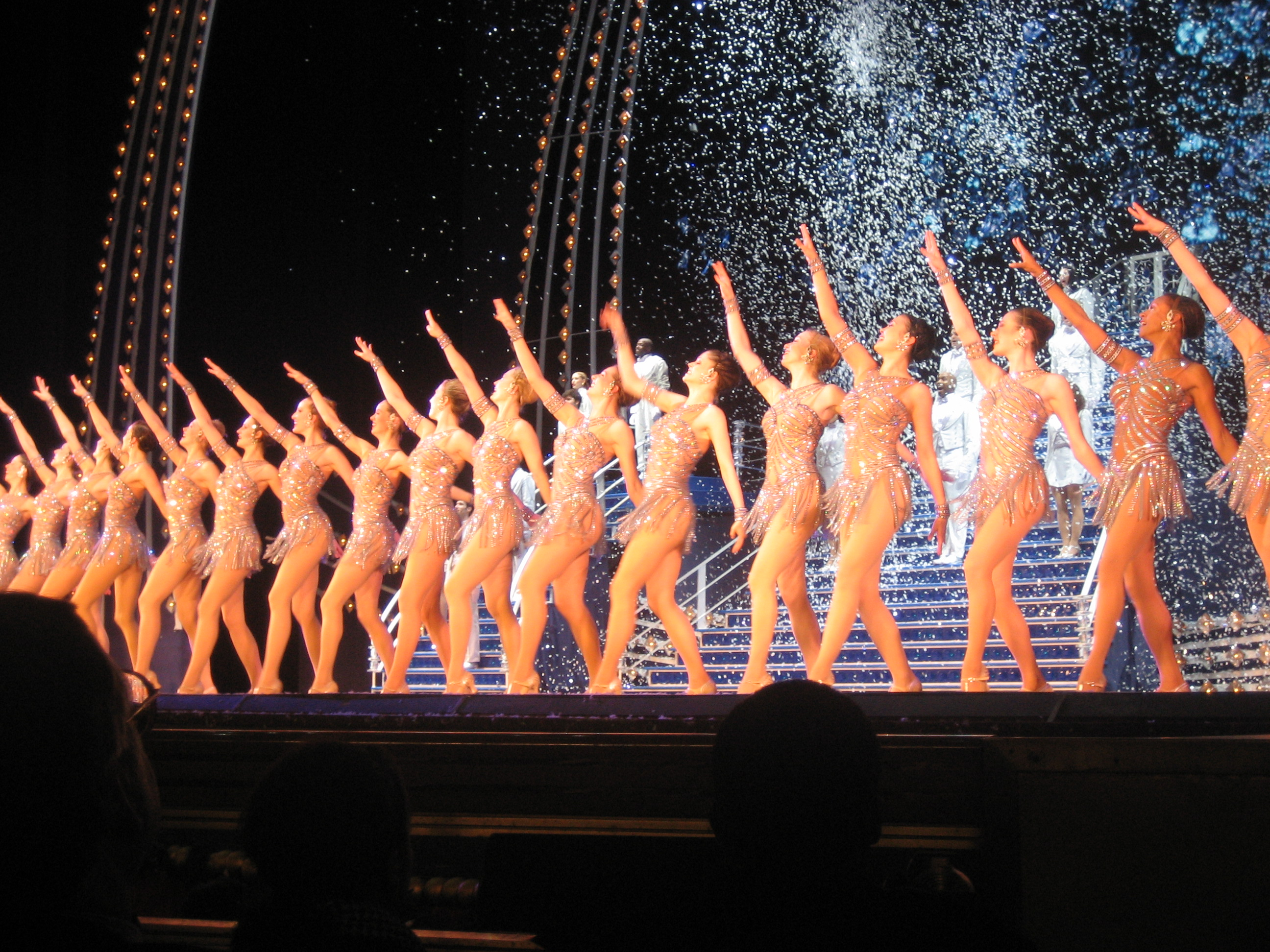
동기화된 무용수

동기화(同期化, synchronization)는 시스템을 일체로 작동시키기 위해 이벤트를 조율하는 것이다. 예를 들어, 오케스트라의 지휘자는 오케스트라를 동기화하거나 박자에 맞춘다. 모든 부분이 동기화되어 작동하는 시스템을 동기식 또는 동기화 상태라고 하며, 그렇지 않은 시스템은 비동기식이다.
오늘날 시간 동기화는 범지구 위성 항법 시스템 신호 및 기타 시간 및 주파수 전송 기술을 통해 전 세계 시스템 간에 발생할 수 있다.

## 항해 및 철도
시간 관리와 시계의 동기화는 장거리 해양 항해에서 매우 중요한 문제이다. 전파항법과 위성 항법 이전에, 항해사들은 천문 관측과 함께 정확한 시간을 사용하여 선박이 동쪽이나 서쪽으로 얼마나 이동했는지를 결정해야 했다. 정확한 해상시계의 발명은 해상 항해에 혁명을 가져왔다. 19세기 말까지 중요한 항구에서는 선원들이 크로노미터의 오차를 확인하고 수정할 수 있도록 신호 총, 깃발, 또는 보시구를 떨어뜨리는 형태로 시보를 제공했다.
동기화는 19세기 철도 운영에서 중요했다. 철도는 인근 마을 간의 지방평균시 차이가 눈에 띄게 빠를 만큼 충분히 빠른 최초의 주요 운송 수단이었다. 각 노선은 모든 역을 본부에 표준 철도 시간으로 동기화하여 문제를 처리했다. 일부 지역에서는 회사들이 단일 철도 선로를 공유했으며 충돌을 피해야 했다. 엄격한 시간 관리가 필요해지면서 회사들은 하나의 표준에 합의했고, 민간 당국은 결국 지방평균시 대신 철도 시간을 채택했다.

## 통신
전기공학 용어로, 디지털 논리 및 데이터 전송에서 동기 회로는 클럭 신호를 필요로 한다. 클럭 신호는 단순히 어떤 시간 주기, 종종 마이크로초 또는 나노초 단위로 측정되는 시간 주기의 시작 또는 끝을 알리는데, 이 주기는 분, 시간, 일의 경과를 측정하는 다른 시스템과 임의의 관계를 가진다.
다른 의미에서, 전자 시스템은 때때로 멀리 떨어진 지점에서의 사건들이 특정 관점에서 동시에 또는 거의 동시에 보이도록 동기화된다. GPS 위성 및 네트워크 타임 프로토콜 (NTP)과 같은 시간 관리 기술은 협정 세계시 시간 척도에 대한 근접한 근사치에 실시간으로 접근할 수 있게 해주며, 이러한 종류의 많은 지상 동기화 애플리케이션에 사용된다.
컴퓨터 과학 (특히 병렬 컴퓨팅)에서 동기화는 동시적인 스레드 또는 프로세스의 조율을 통해 올바른 런타임 순서와 예상치 못한 경쟁 상태 없이 작업을 완료하는 것을 의미한다. 자세한 내용은 동기화 (컴퓨터 과학)을 참조하라.
동기화는 다음 분야에서도 중요한 개념이다:
- 암호학
- 립싱크
- 멀티미디어
- 리듬
- 신경과학
- 사진
- 물리학 (동시성의 상대성 개념은 실제와 이론 모두에서 많은 어려움을 겪는다.)
- 신시사이저
- 통신
  - 프레임 동기화
  - 동기화 (비디오)

## 동역학계
여러 상호작용하는 동역학계의 동기화는 시스템이 자율 발진기일 때 발생할 수 있다. 푸앵카레 위상 발진기는 무작위 또는 규칙적인 네트워크 내에서 상호작용하고 부분적으로 동기화될 수 있는 모델 시스템이다. 위상 발진기의 전역 동기화의 경우, 결합 강도가 임계 임계값을 초과할 때 비동기 상태에서 완전 동기 상태로 갑작스러운 전이가 발생한다. 이는 쿠라모토 모델의 상전이로 알려져 있다. 동기화는 신경 신호, 심장 박동, 반딧불이 빛 파동의 동기화를 포함한 광범위한 동역학계에서 발생하는 창발적 특성이다. 혼돈 시스템에서 동기화를 정량화하는 통합된 접근 방식은 측정된 데이터의 통계적 분석에서 파생될 수 있다.

## 응용

### 신경과학
인지 신경과학에서 (자극 의존적) (위상-)동기화된 뉴런 개체군의 진동은 일반적인 결합 문제를 해결하는 데 기여한다. 이른바 결합-동기화(Binding-By-Synchrony, BBS) 가설에 따르면, 뉴런 충동 간의 정밀한 시간적 상관관계("교차 상관 분석")가 나타나며, 이는 뉴런 하위 집단의 일관된 활동의 자극 의존적 시간적 동기화로 이어진다. 또한, 이 동기화 메커니즘은 후속 (하위-)피질 정보 처리 영역에서 동기화된 신경 신호의 특징을 함께 속하는 것으로 더 효과적으로 식별함으로써 중첩 문제를 우회한다.

### 인지과학
인지 과학에서, 결합된 발진기(예: "발진 네트워크")를 포함하는 현대 연결주의의 인지 신경 구조에서의 통합적(위상) 동기화 메커니즘은 지각 인지에서의 결합 문제("특징 결합")와 언어 인지에서의("변수 결합")를 해결하는 데 사용된다.

### 생물학적 네트워크
생화학 반응의 동기화가 생물학적 항상성을 결정한다는 개념이 있다. 이 이론에 따르면, 살아있는 세포에서 발생하는 모든 반응은 생물학적 네트워크 기능을 유지하기 위해 양과 시간 척도 측면에서 동기화된다.

## 인간의 움직임

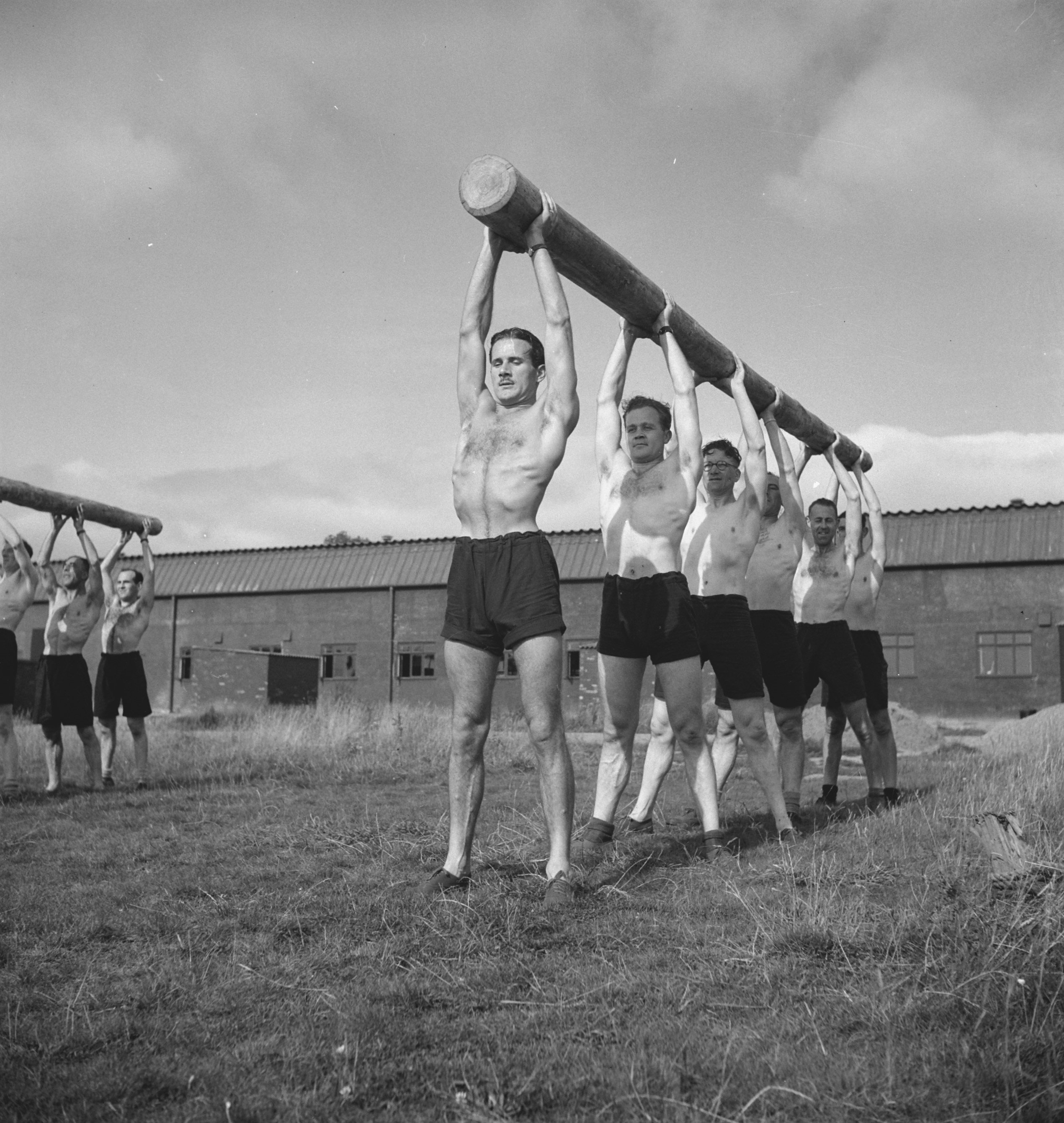
군인들은 팀워크를 배우기 위해 동기화를 사용한다

움직임의 동기화는 시간적으로 정렬된 두 명 이상의 사람 간의 유사한 움직임으로 정의된다. 이는 짧은 지연 후에 발생하는 모방과는 다르다. 라인댄스와 군사 행진이 그 예이다.
근육 유대는 시간 맞춰 움직이는 것이 특정한 감정을 불러일으킨다는 생각이다. 이는 움직임 동기화와 그것이 인간 감정에 미치는 영향에 대한 초기 연구 중 일부를 촉발했다. 집단에서 움직임 동기화는 순응을 증가시키고, 협력과 신뢰를 증가시키는 것으로 나타났다.
이인조의 경우, 동기화는 소속감을 증가시키고, 자존감, 연민과 이타적 행동을 증가시키며, 유대감을 높이는 것으로 입증되었다. 논쟁 중에 논쟁 중인 두 사람 간의 동기화가 감소하는 것이 관찰되었지만, 이것이 감정의 변화 때문인지 다른 요인 때문인지는 명확하지 않다. 움직임 동기화가 유익한 효과를 내려면 다른 사람이 필요하다는 증거가 있다. 왜냐하면 이인조 중 한 명이 이인조 외부의 어떤 것에 움직임을 동기화할 때는 소속감에 대한 효과가 발생하지 않기 때문이다. 이를 대인 동기화라고 한다.
이 연구들에서 동기화의 진정한 효과에 대한 논쟁이 있었다. 동기화의 긍정적인 효과를 상세히 설명하는 이 분야의 연구들은 이를 오로지 동기화에만 돌렸지만, 많은 실험들은 동기화를 달성하기 위한 공동의 의도를 포함하고 있다. 실제로, 협력 강화 모델은 동기화의 인식이 협력이 발생하고 있다는 강화를 이끌어내고, 이는 동기화의 친사회적 효과로 이어진다고 제안한다. 의도성과 동기화의 유익한 효과를 분리하기 위한 더 많은 연구가 필요하다.

## 용례
동기화는 샘플링된 데이터 스트림이 조작되는 디지털 전화, 비디오 및 디지털 오디오에서 중요하다. 이미지와 사운드의 동기화는 유성 영화에서 중요한 기술 문제였다. 더욱 정교한 영화, 비디오 및 오디오 응용 프로그램은 타임코드를 사용하여 오디오와 비디오를 동기화한다. 영화 및 텔레비전 제작에서는 여러 카메라의 비디오 프레임을 동기화해야 한다. 기본 편집을 가능하게 하는 것 외에도 동기화는 3D 재구성에도 사용될 수 있다.
전력 시스템에서는 여러 발전기가 전력망에 연결될 때 교류 발전기 동기화가 필요하다.
아비터는 마이크로프로세서와 같은 디지털 전자 시스템에서 비동기 입력을 처리하기 위해 필요하다. 또한 동기화 장치라고 불리는 전자 디지털 회로가 있는데, 이는 한 클럭 주기 내에 중재를 시도한다. 동기화 장치는 아비터와 달리 고장에 취약하다. (전자공학에서의 준안정성 참조).
암호화 시스템은 일반적으로 수신 측 암호기가 올바른 비트를 올바른 시간에 해독하도록 보장하는 일부 동기화 메커니즘을 필요로 한다.
자동차 변속기에는 동기화 장치가 포함되어 있어 톱니가 있는 회전 부품(기어 및 스플라인 샤프트)을 톱니가 맞물리기 전에 동일한 회전 속도로 만든다.
플래시의 동조 연결은 플래시와 셔터를 동기화한다.
일부 시스템은 대략적으로만 동기화되거나, 준동기식일 수 있다. 일부 애플리케이션은 이벤트 간의 상대적 오프셋을 결정해야 한다. 다른 경우에는 이벤트의 순서만이 중요하다.

## 같이 보기
- 원자 시계
- 클럭 동기화
- 데이터 동기화
- 이중 종단 동기화
- 아인슈타인 동기화
- 엔트레인먼트 (물리학)
- 에스키모 요요
- 동시성 (생물학)
- 상호 배제
- 위상동기회로
- 위상 동기화
- 상호 사회화
- 동기화 (교류)
- 혼돈의 동기화
- 동기화 권리
- 동기화 장치 (동음이의)
- 동기 회의
- 타이밍 동기화 함수 (TSF)
- 신경 동기

순서 동기화 및 관련 주제
- 동시성 제어
- 연동 장치
- 만남 문제
- 룸 동기화
- 동기화 기어

비디오 및 오디오 엔지니어링
- 젠록
- 잼 싱크
- SMPTE 타임코드
- 타임코드
- 워드 클록

비교
- 비동기 (동음이의)
- 동기 및 비동기 신호 비교
- 공시성, 카를 융이 고안한 인과 관계에 대한 대안적인 조직 원리.